# Boris Tiszyn
Boris Iwanowicz Tiszyn (ros. Борис Иванович Тишин, ur. 2 stycznia 1929 w Moskwie, zm. 28 sierpnia 1980) – radziecki bokser, medalista olimpijski z 1952.
Walczył w wadze lekkośredniej (do 71 kg). Zdobył w niej brązowy medal na igrzyskach olimpijskich w 1952 w Helsinkach. Po pokonaniu Jerzego Krawczyka i Paulo Cavalheiro z Brazylii przegrał w półfinale z Theunisem van Schalkwykiem ze Związku Południowej Afryki.
Zdobył brązowy medal w kategorii lekkośredniej na mistrzostwach Europy w 1953 w Warszawie, gdzie pokonał w ćwierćfinale László Pappa, a w półfinale przegrał z Maxem Reschem z RFN.
Był mistrzem ZSRR w wadze lekkośredniej w 1951, 1952 i 1953 oraz wicemistrzem w wadze półśredniej w 1950.
Jest pochowany na cmentarzu Przemienienia Pańskiego w Moskwie.